# Georg Anton Heintz
Johann Georg Anton Heintz (tschechisch: Jiří Antonín Heinz) (* 24. März 1698 in Zwittau; † 22. Mai 1759 in Znaim) war ein mährischer Bildhauer des Barock.

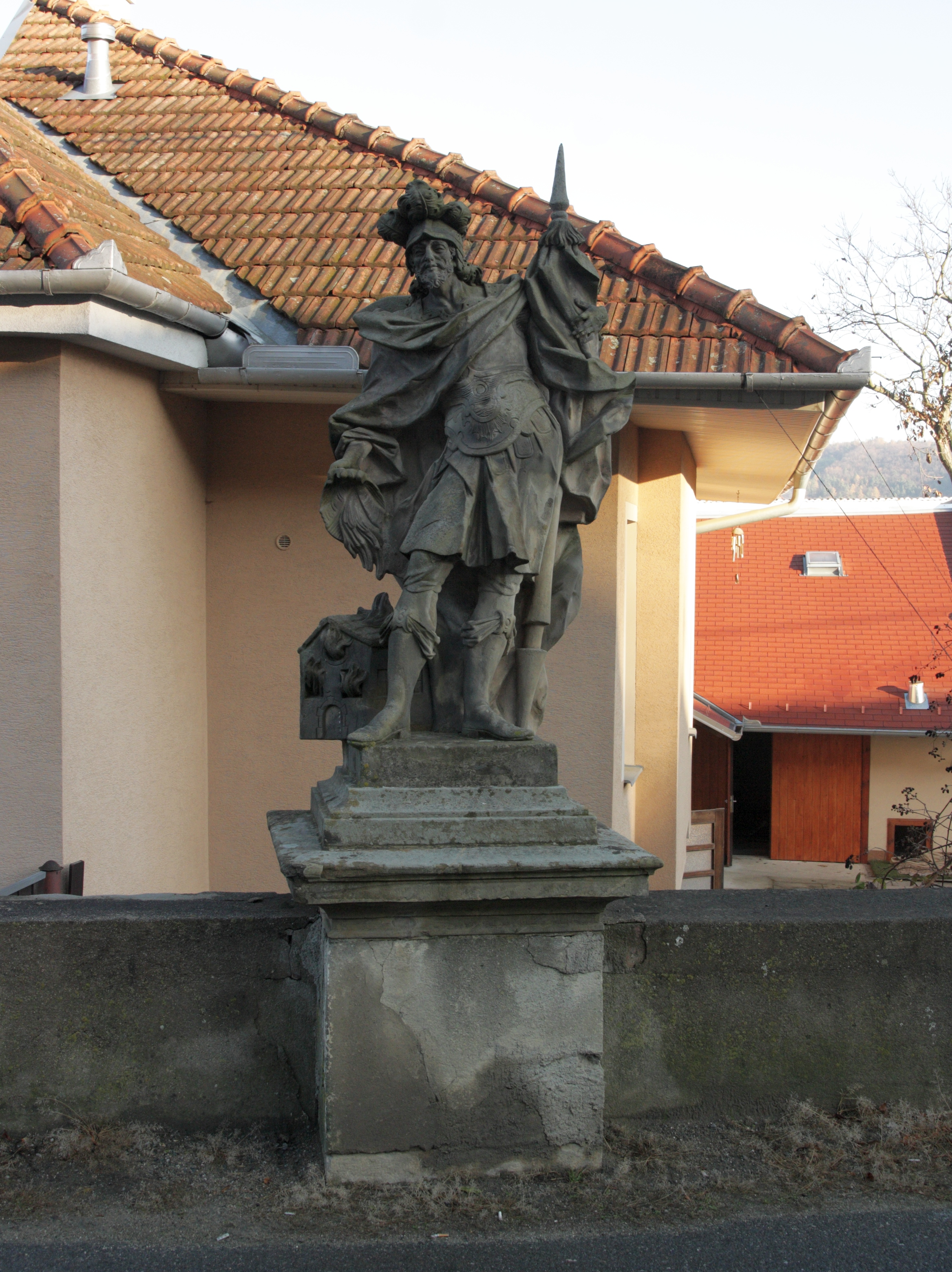
Statue des hl. Florian in Račice-Pístovice

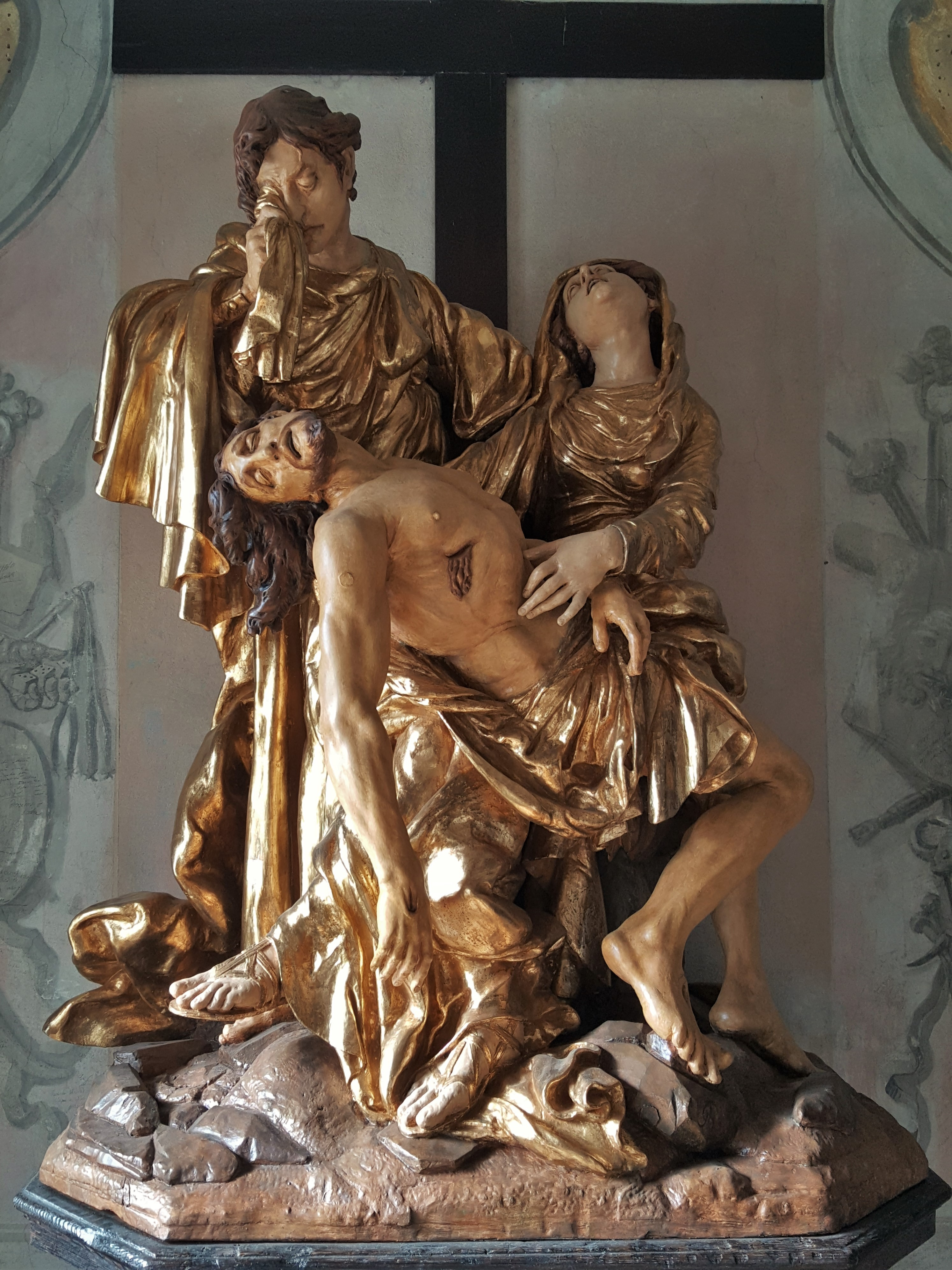
Pieta, Svatý Kopeček

## Leben
In den Zwittauer Kirchenbüchern findet sich Heintz' Taufeintrag und dort wird als Vorname nur „Georg“ genannt. Seine Eltern waren der Soldat Gallus Heintz und dessen Gattin Katharina. Heintz war ein Schüler des Olmützer Bildhauers Johann Sturmer und wurde in seinen Werken stark durch Matthias Bernhard Braun geprägt. Seine Hauptwirkungsstätten waren Olmütz und Mährisch Neustadt. Ab 1745 war Heintz in Znaim ansässig.
Er schuf eine Vielzahl von Heiligenfiguren, die er regelmäßig signierte und datierte.

## Werke (Auswahl)
- bildhauerische Ausschmückung der Vorderfront der Basilika Mariä Heimsuchung auf dem Svatý Kopeček
- Statue des hl. Josef am Eingang des Franziskanerklosters in Moravská Třebová (1721)
- bildhauerische Ausschmückung der Klosterkirche St. Josef in Moravská Třebová (1721)
- St. Florianssäule in Ivanovice na Hané (1721)
- Statue des hl. Johannes von Nepomuk auf der Olmützer Burg (1724)
- Statue des hl. Johannes Sarkander an der Brünner Straße in Svitavy (1725)
- mit Severin Tischler: Mariensäule in Uničov (1729–1748)
- Statuen der Vier Jahreszeiten im Kloster Hradisko (1731–1732)
- Altar der hl. Dreifaltigkeit in der Kirche Mariä Himmelfahrt in Uničov (zwischen 1720 und 1740)
- Altarfigur des hl. Johannes von Nepomuk und Statue des hl. Johannes Sarkander in der Olmützer St. Mauritz-Kirche (1735)
- St. Florianssäule in Uhřičice (1742)
- Säule des hl. Johannes von Nepomuk mit den Engeln in Uničov
- Pietasäule an der Residenz der Basilika Mariä Heimsuchung auf dem Svatý Kopeček
- Kanzel in der Kirche Johannes des Täufers in Bohuňovice
- Statue Johannes des Täufers in Kostelec bei Krnov
- Ausstattung der Grabkapelle der Grafen Zierotin in der Kirche Johannes des Täufers in Velké Losiny
- Statuen der hll. Johannes von Nepomuk und Johannes Sarkander auf dem Ring in Fulnek
- Portalgestaltung des Knurowschen Hauses in Fulnek
- Ausschmückung des Treppenhauses zur Kirche der hl. Dreifaltigkeit in Fulnek
- Hauptaltar der Klosterkirche Mariä Verkündung in Šumperk (zugeschrieben)
- Statue der Immaculata auf dem Markt von Račice (1744)
- Statuen der hl. Wendelin, Florian und Eustachius auf der Heiligen Brücke in Račice (1744), die Eustachius-Figur wurde in der zweiten Hälfte des 20. Jahrhunderts zerstört